# Llista de topònims d'Avinyonet del Penedès
Llista de topònims (noms propis de lloc) del municipi d'Avinyonet del Penedès, a l'Alt Penedès
Informació actualitzada per un bot. Els canvis manuals es perdran quan s'actualitzi!

## arbre singular
| imatge | Nom                         | Ubicat a              | instància de   | Detalls      | coordenades                                                                                       | Protecció | Commons (més fotos) | Dades a WD                    |
| ------ | --------------------------- | --------------------- | -------------- | ------------ | ------------------------------------------------------------------------------------------------- | --------- | ------------------- | ----------------------------- |
|        | alzina de Cal Ferret        | Avinyonet del Penedès | arbre singular |              | 41° 20′ 50″ N, 1° 46′ 21″ E / 41.34735°N,1.77252°E ca:08792 AVINYONET DEL PENEDÈS.                |           |                     | Modifica les dades a Wikidata |
|        | lledoner de la Caseta       | Avinyonet del Penedès | arbre singular | 19th century | 41° 22′ 40″ N, 1° 46′ 05″ E / 41.37781°N,1.7681°E ca:08792 AVINYONET DEL PENEDÈS.                 |           |                     | Modifica les dades a Wikidata |
|        | olivera d'en Roig           | Avinyonet del Penedès | arbre singular |              | 41° 21′ 02″ N, 1° 47′ 03″ E / 41.35045°N,1.78408°E ca:Les Gunyoles. 08792 AVINYONET DEL PENEDÈS.  |           |                     | Modifica les dades a Wikidata |
|        | pi de l'era de Cal Ferlando | Avinyonet del Penedès | arbre singular |              | 41° 20′ 15″ N, 1° 46′ 30″ E / 41.33762°N,1.77511°E ca:Cases Blanques 08792 AVINYONET DEL PENEDÈS. |           |                     | Modifica les dades a Wikidata |
|        | pins de les Descàrregues    | Avinyonet del Penedès | arbre singular |              | 41° 20′ 10″ N, 1° 48′ 34″ E / 41.33604°N,1.80934°E ca:Santa Susanna 08792 AVINYONET DEL PENEDÈS.  |           |                     | Modifica les dades a Wikidata |

## bassa
| imatge | Nom                                        | Ubicat a              | instància de | Detalls | coordenades                                                                        | Protecció | Commons (més fotos) | Dades a WD                    |
| ------ | ------------------------------------------ | --------------------- | ------------ | ------- | ---------------------------------------------------------------------------------- | --------- | ------------------- | ----------------------------- |
|        | Bassa de l'Arboçar de Baix                 | Avinyonet del Penedès | bassa        |         | 41° 19′ 46″ N, 1° 45′ 41″ E / 41.32947°N,1.7613°E ca:08792 AVINYONET DEL PENEDÈS.  |           |                     | Modifica les dades a Wikidata |
|        | Bassa i Safareig del Mas Sunyer            | Avinyonet del Penedès | bassa        |         | 41° 20′ 14″ N, 1° 46′ 52″ E / 41.33729°N,1.78105°E ca:08792 AVINYONET DEL PENEDÈS. |           |                     | Modifica les dades a Wikidata |
|        | Basses de Can Porràfols                    | Avinyonet del Penedès | bassa        |         | 41° 22′ 17″ N, 1° 46′ 30″ E / 41.37147°N,1.77493°E ca:08792 AVINYONET DEL PENEDÈS. |           |                     | Modifica les dades a Wikidata |
|        | Basses de Cases Blanques/Basses del Xuquit | Avinyonet del Penedès | bassa        |         | 41° 20′ 01″ N, 1° 46′ 17″ E / 41.33359°N,1.77141°E ca:08792 AVINYONET DEL PENEDÈS. |           |                     | Modifica les dades a Wikidata |
|        | Basses de les Planes                       | Avinyonet del Penedès | bassa        |         | 41° 19′ 50″ N, 1° 46′ 01″ E / 41.33053°N,1.76701°E ca:08792 AVINYONET DEL PENEDÈS. |           |                     | Modifica les dades a Wikidata |

## bosc
| imatge | Nom                 | Ubicat a              | instància de | Detalls       | coordenades                                                                                                | Protecció | Commons (més fotos) | Dades a WD                    |
| ------ | ------------------- | --------------------- | ------------ | ------------- | --- | --------- | ------------------- | ----------------------------- |
|        | Bosc de Llinda      | Avinyonet del Penedès | bosc         |               | 41° 23′ 05″ N, 1° 45′ 17″ E / 41.38464°N,1.75473°E ca:Sant Sebastià dels Gorgs 08792 AVINYONET DEL PENEDÈS |           |                     | Modifica les dades a Wikidata |
|        | Bosc de Montergull  | Avinyonet del Penedès | bosc         |               | 41° 22′ 42″ N, 1° 45′ 30″ E / 41.37847°N,1.75833°E ca:08792 AVINYONET DEL PENEDÈS.                         |           |                     | Modifica les dades a Wikidata |
|        | Bosc de mas Bertran | Avinyonet del Penedès | bosc         | Estat: malmès | 41° 22′ 54″ N, 1° 44′ 35″ E / 41.38168°N,1.74297°E ca:08792 AVINYONET DEL PENEDÈS.                         |           | Bosc de mas Bertran | Modifica les dades a Wikidata |
|        | bosc de l'Amat      | Avinyonet del Penedès | bosc         |               | 41° 22′ 53″ N, 1° 46′ 13″ E / 41.38137°N,1.77041°E ca:08792 AVINYONET DEL PENEDÈS.                         |           |                     | Modifica les dades a Wikidata |

## cabana
| imatge | Nom                  | Ubicat a              | instància de | Detalls | coordenades                                                         | Protecció | Commons (més fotos) | Dades a WD                    |
| ------ | -------------------- | --------------------- | ------------ | ------- | ------------------------------------------------------------------- | --------- | ------------------- | ----------------------------- |
|        | corral de Montragull | Avinyonet del Penedès | cabana       |         | 41° 22′ 49″ N, 1° 45′ 06″ E / 41.3803334786742°N,1.75153493717469°E |           |                     | Modifica les dades a Wikidata |
|        | pallissa del Mestret | Avinyonet del Penedès | cabana       |         | 41° 21′ 06″ N, 1° 46′ 30″ E / 41.3517155554223°N,1.77486587796227°E |           |                     | Modifica les dades a Wikidata |

## carrer
| imatge | Nom                       | Ubicat a              | instància de | Detalls                                  | coordenades                                                                                                 | Protecció                   | Commons (més fotos)                        | Dades a WD                    |
| ------ | ------------------------- | --------------------- | ------------ | ---------------------------------------- | --- | --------------------------- | ------------------------------------------ | ----------------------------- |
|        | Carrer Nou                | Avinyonet del Penedès | carrer       | 18th century                             | 41° 22′ 03″ N, 1° 48′ 03″ E / 41.36763°N,1.80092°E ca:Cantallops. 08792 AVINYONET DEL PENEDÈS.              |                             |                                            | Modifica les dades a Wikidata |
|        | carrer de Baix            | Avinyonet del Penedès | carrer       |                                          | 41° 22′ 51″ N, 1° 46′ 00″ E / 41.38077°N,1.76657°E ca:Sant Sebastià dels Gorgs 08792 AVINYONET DEL PENEDÈS. |                             |                                            | Modifica les dades a Wikidata |
|        | carrer de Montjuïc        | les Gunyoles          | carrer       | Estil: arquitectura popular 18th century | 41° 21′ 08″ N, 1° 46′ 55″ E / 41.3521°N,1.78196°E ca:C. de Montjuïc, les Gunyoles.                          | bé cultural d'interès local | Carrer de Montjuïc (Avinyonet del Penedès) | Modifica les dades a Wikidata |
|        | carrer de Santa Margarida | Avinyonet del Penedès | carrer       | 19th century                             | 41° 22′ 05″ N, 1° 47′ 59″ E / 41.36803°N,1.79962°E ca:CANTALLOPS.- 08792 AVINYONET DEL PENEDÈS.             |                             |                                            | Modifica les dades a Wikidata |

## casa
| imatge | Nom                             | Ubicat a              | instància de | Detalls                            | coordenades                                                                                                 | Protecció                                  | Commons (més fotos)                  | Dades a WD                    |
| ------ | ------------------------------- | --------------------- | ------------ | ---------------------------------- | --- | ------------------------------------------ | ------------------------------------ | ----------------------------- |
|        | Ca l'Esteve                     | Avinyonet del Penedès | casa         | Estil: arquitectura popular 1763   | 41° 22′ 52″ N, 1° 45′ 55″ E / 41.381°N,1.76535°E ca:Sant Sebastià dels Gorgs                                | bé cultural d'interès local                | Ca l'Esteve (Avinyonet del Penedès)  | Modifica les dades a Wikidata |
|        | Ca la Balbina/Cal Boter         | Avinyonet del Penedès | casa         | 20th century                       | 41° 21′ 42″ N, 1° 46′ 30″ E / 41.36158°N,1.77506°E ca:08792 AVINYONET DEL PENEDÈS.                          |                                            |                                      | Modifica les dades a Wikidata |
|        | Cal Borrut                      | Avinyonet del Penedès | casa         | Estil: neoclassicisme 1882         | 41° 21′ 48″ N, 1° 47′ 02″ E / 41.3632°N,1.78382°E ca:08792 AVINYONET DEL PENEDÈS.                           | bé cultural d'interès local                | Cal Borrut                           | Modifica les dades a Wikidata |
|        | Cal Bou                         | Avinyonet del Penedès | casa         | Estil: arquitectura eclèctica 1893 | 41° 22′ 53″ N, 1° 45′ 53″ E / 41.3815°N,1.76475°E ca:Sant Sebastià dels Gorgs - Dalt, 8                     | bé cultural d'interès local                | Cal Bou (Avinyonet del Penedès)      | Modifica les dades a Wikidata |
|        | Cal Bou Vell/Ca L'amadeo        | Avinyonet del Penedès | casa         |                                    | 41° 22′ 53″ N, 1° 45′ 55″ E / 41.38126°N,1.76541°E ca:Sant Sebastià dels Gorgs 08792 AVINYONET DEL PENEDÈS. |                                            |                                      | Modifica les dades a Wikidata |
|        | Cal Casino/Cal Sisco del Vailet | Avinyonet del Penedès | casa         |                                    | 41° 19′ 46″ N, 1° 45′ 40″ E / 41.32949°N,1.76103°E ca:l'Arboçar de Baix 08792 AVINYONET DEL PENEDÈS.        |                                            |                                      | Modifica les dades a Wikidata |
|        | Cal Jacas/Ca la Balbina         | Avinyonet del Penedès | casa         | Estil: noucentisme 1920s           | 41° 21′ 42″ N, 1° 46′ 30″ E / 41.36163°N,1.77504°E ca:Les Cabòries 08792 AVINYONET DEL PENEDÈS.             |                                            |                                      | Modifica les dades a Wikidata |
|        | Cal Mestres                     | Avinyonet del Penedès | casa         | Estil: arquitectura popular        | 41° 21′ 08″ N, 1° 46′ 47″ E / 41.3523°N,1.77968°E ca:LES GUNYOLES, 08792 AVINYONET DEL PENEDÈS.             | bé cultural d'interès local                | Cal Mestres (Avinyonet del Penedès)  | Modifica les dades a Wikidata |
|        | Cal Pere Nen                    | Avinyonet del Penedès | casa         | 19th century                       | 41° 22′ 03″ N, 1° 48′ 04″ E / 41.36762°N,1.80098°E ca:CANTALLOPS.- 08792 AVINYONET DEL PENEDÈS.             |                                            |                                      | Modifica les dades a Wikidata |
|        | Cal Suau                        | Avinyonet del Penedès | casa         | Estil: noucentisme 1900s           | 41° 21′ 39″ N, 1° 46′ 38″ E / 41.3607°N,1.7772°E ca:Doctor Parellada, 1                                     | bé cultural d'interès local                | Cal Suau (Avinyonet del Penedès)     | Modifica les dades a Wikidata |
|        | Cal Torrents                    | Avinyonet del Penedès | casa         | Estil: arquitectura popular        | 41° 19′ 59″ N, 1° 45′ 54″ E / 41.3331°N,1.765°E ca:Arboçar de Dalt. 08792 AVINYONET DEL PENEDÈS.            | bé cultural d'interès local                | Cal Torrents (Avinyonet del Penedès) | Modifica les dades a Wikidata |
|        | Can Cuscó                       | Avinyonet del Penedès | casa         | Estil: arquitectura popular        | 41° 21′ 08″ N, 1° 46′ 48″ E / 41.3521°N,1.77989°E ca:LES GUNYOLES, A08792 AVINYONET DEL PENEDÈS.            | bé integrant del patrimoni cultural català |                                      | Modifica les dades a Wikidata |
|        | Can Montargull                  | Avinyonet del Penedès | casa         | Estil: noucentisme 1900s           | 41° 21′ 41″ N, 1° 46′ 27″ E / 41.3614°N,1.77404°E ca:Les Cabòries 08792 AVINYONET DEL PENEDÈS.              | bé integrant del patrimoni cultural català | Can Montargull                       | Modifica les dades a Wikidata |

## celler
| imatge | Nom                   | Ubicat a                           | instància de | Detalls | coordenades | Protecció | Commons (més fotos)   | Dades a WD                    |
| ------ | --------------------- | ---------------------------------- | ------------ | ------- | --- | --------- | --------------------- | ----------------------------- |
|        | Celler Cuscó Berga    | Avinyonet del Penedès les Gunyoles | celler       |         | 41° 21′ 06″ N, 1° 47′ 01″ E / 41.35152950859569°N,1.7835637161909164°E ca:carrer Esplugues, 7                       |           | Celler Cuscó Berga    | Modifica les dades a Wikidata |
|        | Celler de cal Mestres | les Gunyoles                       | celler       |         | 41° 21′ 09″ N, 1° 46′ 50″ E / 41.35236586641039°N,1.7805225669047746°E ca:Les Gunyoles 08792 AVINYONET DEL PENEDÈS. |           | Celler de cal Mestres | Modifica les dades a Wikidata |

## conjunt d'edificis
| imatge | Nom                          | Ubicat a              | instància de       | Detalls      | coordenades                                                                                                  | Protecció | Commons (més fotos) | Dades a WD                    |
| ------ | ---------------------------- | --------------------- | ------------------ | ------------ | --- | --------- | ------------------- | ----------------------------- |
|        | Celler i Casa de Cal Mascaró | Avinyonet del Penedès | conjunt d'edificis | 20th century | 41° 22′ 04″ N, 1° 48′ 02″ E / 41.36789°N,1.80046°E ca:Cantallops. 08792 AVINYONET DEL PENEDÈS.               |           |                     | Modifica les dades a Wikidata |
|        | La Fassina                   | Avinyonet del Penedès | conjunt d'edificis | 19th century | 41° 22′ 37″ N, 1° 44′ 28″ E / 41.37691°N,1.74124°E                                                           |           |                     | Modifica les dades a Wikidata |
|        | l'Arboçar de Baix            | Avinyonet del Penedès | conjunt d'edificis | 11st century | 41° 19′ 48″ N, 1° 45′ 40″ E / 41.32991°N,1.76108°E ca:L'Arboçar de Baix. 08792 AVINYONET DEL PENEDÈS.        |           |                     | Modifica les dades a Wikidata |
|        | l'Arboçar de les Roques      | Avinyonet del Penedès | conjunt d'edificis |              | 41° 19′ 53″ N, 1° 46′ 02″ E / 41.33126°N,1.76712°E ca:L'ARBOÇAR DE LES ROQUES - 08792 AVINYONET DEL PENEDÈS. |           |                     | Modifica les dades a Wikidata |

## cova
| imatge | Nom               | Ubicat a              | instància de | Detalls | coordenades                                                         | Protecció | Commons (més fotos) | Dades a WD                    |
| ------ | ----------------- | --------------------- | ------------ | ------- | ------------------------------------------------------------------- | --------- | ------------------- | ----------------------------- |
|        | cova de la Barca  | Avinyonet del Penedès | cova         |         | 41° 20′ 45″ N, 1° 47′ 45″ E / 41.3458393471887°N,1.79588138825964°E |           |                     | Modifica les dades a Wikidata |
|        | cova dels Brivons | Avinyonet del Penedès | cova         |         | 41° 23′ 40″ N, 1° 44′ 58″ E / 41.3945683813977°N,1.74934869736464°E |           |                     | Modifica les dades a Wikidata |
|        | cova dels Pobres  | Avinyonet del Penedès | cova         |         | 41° 21′ 17″ N, 1° 48′ 08″ E / 41.3546434807245°N,1.80229402950525°E |           |                     | Modifica les dades a Wikidata |

## creu de terme
| imatge | Nom                          | Ubicat a                         | instància de  | Detalls      | coordenades                                                                                                 | Protecció | Commons (més fotos)              | Dades a WD                    |
| ------ | ---------------------------- | -------------------------------- | ------------- | ------------ | --- | --------- | -------------------------------- | ----------------------------- |
|        | creu de Can Ràfols dels Caus | Avinyonet del Penedès            | creu de terme |              | 41° 21′ 16″ N, 1° 48′ 03″ E / 41.3544489276923°N,1.80091089456938°E ca:08792 AVINYONET DEL PENEDÈS 264 msnm |           | Creu de Can Ràfols dels Caus     | Modifica les dades a Wikidata |
|        | creu de Llaners              | Avinyonet del Penedès            | creu de terme |              | 41° 20′ 47″ N, 1° 46′ 34″ E / 41.34642040065513°N,1.7761657608536046°E 375 msnm                             |           | Creu de Llaners                  | Modifica les dades a Wikidata |
|        | creu de les Forques          | Avinyonet del Penedès Avinyó Nou | creu de terme | 20th century | 41° 21′ 39″ N, 1° 46′ 25″ E / 41.36072731695772°N,1.7736433505435716°E ca:08792 AVINYONET DEL PENEDÈS       |           | Creu de les Forques (Avinyó Nou) | Modifica les dades a Wikidata |

## creu monumental
| imatge | Nom                | Ubicat a                           | instància de                    | Detalls | coordenades                                                         | Protecció | Commons (més fotos)           | Dades a WD                    |
| ------ | ------------------ | ---------------------------------- | ------------------------------- | ------- | ------------------------------------------------------------------- | --------- | ----------------------------- | ----------------------------- |
|        | creu de Mas Comtal | Avinyonet del Penedès              | creu monumental                 |         | 41° 22′ 09″ N, 1° 45′ 07″ E / 41.3691422250454°N,1.75198807707545°E |           |                               | Modifica les dades a Wikidata |
|        | les Tres Creus     | Avinyonet del Penedès les Gunyoles | creu monumental creu de calvari |         | 41° 21′ 02″ N, 1° 46′ 58″ E / 41.350521°N,1.782652°E 352 msnm       |           | Les Tres Creus (les Gunyoles) | Modifica les dades a Wikidata |

## curs d'aigua
| imatge | Nom               | Ubicat a                                                                          | instància de | Detalls                     | coordenades                                                                                               | Protecció | Commons (més fotos) | Dades a WD                    |
| ------ | ----------------- | --------------------------------------------------------------------------------- | ------------ | --------------------------- | --- | --------- | ------------------- | ----------------------------- |
|        | riera de Begues   | Begues Olesa de Bonesvalls Avinyonet del Penedès Olivella Sant Pere de Ribes      | curs d'aigua | Desemboca: riera de Ribes   | 41° 19′ 07″ N, 1° 56′ 42″ E / 41.318667°N,1.944927°E 41° 15′ 50″ N, 1° 46′ 26″ E / 41.264013°N,1.773904°E |           | Riera de Begues     | Modifica les dades a Wikidata |
|        | riera de Santa Fe | el Pla del Penedès Santa Fe del Penedès Avinyonet del Penedès la Granada Subirats | curs d'aigua | Desemboca: riera de Lavernó | 41° 23′ 57″ N, 1° 45′ 03″ E / 41.39923392037931°N,1.7507314682006838°E                                    |           |                     | Modifica les dades a Wikidata |

## edifici
| imatge | Nom                                     | Ubicat a              | instància de                             | Detalls                                  | coordenades                                                                                      | Protecció                                  | Commons (més fotos)                       | Dades a WD                    |
| ------ | --------------------------------------- | --------------------- | ---------------------------------------- | ---------------------------------------- | ------------------------------------------------------------------------------------------------ | ------------------------------------------ | ----------------------------------------- | ----------------------------- |
|        | Centre Cultural de l'Arboçar            | Avinyonet del Penedès | edifici organització sense ànim de lucre | Estil: arquitectura popular 20th century | 41° 20′ 01″ N, 1° 45′ 53″ E / 41.3336°N,1.76485°E ca:L'Arboçar 08792 AVINYONET DEL PENEDÈS.      | bé cultural d'interès local                | Centre Cultural de l'Arboçar              | Modifica les dades a Wikidata |
|        | Local del Centre Cultural de Cantallops | Avinyonet del Penedès | edifici                                  | Estil: noucentisme 1916                  | 41° 22′ 05″ N, 1° 47′ 55″ E / 41.368°N,1.79871°E ca:Cantallops - Santa Margarida, 34 (crtra.)    | bé cultural d'interès local                | Local del Centre Cultural de Cantallops   | Modifica les dades a Wikidata |
|        | Local del Sindicat d'Avinyonet          | Avinyonet del Penedès | edifici                                  | Estil: arquitectura popular 1920s        | 41° 21′ 36″ N, 1° 46′ 37″ E / 41.36°N,1.77691°E ca:08792 AVINYONET DEL PENEDÈS.                  | bé integrant del patrimoni cultural català | Centres culturals dels nuclis d'Avinyonet | Modifica les dades a Wikidata |
|        | Pou d'aigua de Ca l'Eixut               | Avinyonet del Penedès | edifici                                  |                                          |                                                                                                  | bé integrant del patrimoni cultural català |                                           | Modifica les dades a Wikidata |
|        | Societat la Parra                       | Avinyonet del Penedès | edifici                                  | Estil: arquitectura popular 1921         | 41° 21′ 39″ N, 1° 46′ 33″ E / 41.3608°N,1.77576°E ca:Les Cabòries - 08792 AVINYONET DEL PENEDÈS. | bé cultural d'interès local                | Societat la Parra                         | Modifica les dades a Wikidata |

## edifici residencial
| imatge | Nom                                                | Ubicat a              | instància de             | Detalls | coordenades | Protecció | Commons (més fotos) | Dades a WD                    |
| ------ | -------------------------------------------------- | --------------------- | ------------------------ | ------- | --- | --------- | ------------------- | ----------------------------- |
|        | Cal Cinto / Casa Pinyol (Sant Sebastià dels Gorgs) | Avinyonet del Penedès | edifici residencial casa | 1771    | 41° 22′ 52″ N, 1° 45′ 57″ E / 41.38106918334961°N,1.765786051750183°E 41° 22′ 52″ N, 1° 45′ 57″ E / 41.38104°N,1.76585°E ca:Sant Sebastià dels Gorgs - Plaça Església, 7 i 8 |           |                     | Modifica les dades a Wikidata |
|        | Cal Pauet Ràfols (Clariana)                        | Avinyonet del Penedès | edifici residencial      |         | 41° 21′ 47″ N, 1° 47′ 02″ E / 41.362979888916016°N,1.7838629484176636°E ca:Crtra. N-340, nucli de Clariana                                                                   |           |                     | Modifica les dades a Wikidata |
|        | Rectoria de Sant Pere d'avinyó                     | Avinyonet del Penedès | edifici residencial      |         | 41° 22′ 24″ N, 1° 46′ 25″ E / 41.3732795715332°N,1.773743987083435°E ca:Al costat de l'església de Sant Pere                                                                 |           |                     | Modifica les dades a Wikidata |

## element arquitectònic
| imatge | Nom                                   | Ubicat a              | instància de          | Detalls      | coordenades                                                                                           | Protecció | Commons (més fotos) | Dades a WD                    |
| ------ | ------------------------------------- | --------------------- | --------------------- | ------------ | --- | --------- | ------------------- | ----------------------------- |
|        | Dipòsit Antic d'aigua de les Gunyoles | Avinyonet del Penedès | element arquitectònic |              | 41° 21′ 00″ N, 1° 46′ 55″ E / 41.34993°N,1.78186°E ca:Les Gunyoles - 08792 AVINYONET DEL PENEDÈS.     |           |                     | Modifica les dades a Wikidata |
|        | Feixes de les Gunyoles                | Avinyonet del Penedès | element arquitectònic | 19th century | 41° 20′ 58″ N, 1° 46′ 56″ E / 41.34939°N,1.78215°E ca:LES GUNYOLES - 08792 AVINYONET DEL PENEDÈS.     |           |                     | Modifica les dades a Wikidata |
|        | Pou Gran                              | Avinyonet del Penedès | element arquitectònic |              | 41° 21′ 00″ N, 1° 46′ 55″ E / 41.34988°N,1.78186°E ca:Les Gunyoles - 08792 AVINYONET DEL PENEDÈS.     |           |                     | Modifica les dades a Wikidata |
|        | Pou de la Carrerada i pou del Pèlag   | Avinyonet del Penedès | element arquitectònic |              | 41° 20′ 00″ N, 1° 46′ 00″ E / 41.33326°N,1.76658°E ca:L'Arboçar - 08792 AVINYONET DEL PENEDÈS.        |           |                     | Modifica les dades a Wikidata |
|        | Pou del Pèlag                         | Avinyonet del Penedès | element arquitectònic |              | 41° 19′ 50″ N, 1° 45′ 50″ E / 41.33069°N,1.76379°E ca:L'Arboçar - 08792 AVINYONET DEL PENEDÈS.        |           |                     | Modifica les dades a Wikidata |
|        | Pou del Veguer                        | Avinyonet del Penedès | element arquitectònic |              | 41° 21′ 54″ N, 1° 47′ 29″ E / 41.36508°N,1.79126°E ca:Collblanc 08792 AVINYONET DEL PENEDÈS.          |           |                     | Modifica les dades a Wikidata |
|        | Sitja de Cal Tres                     | Avinyonet del Penedès | element arquitectònic |              | 41° 21′ 07″ N, 1° 46′ 46″ E / 41.35203°N,1.77945°E ca:Les Gunyoles 08792 AVINYONET DEL PENEDÈS.       |           |                     | Modifica les dades a Wikidata |
|        | Sínia d'en Joan                       | Avinyonet del Penedès | element arquitectònic | 20th century | 41° 19′ 49″ N, 1° 45′ 37″ E / 41.33036°N,1.76021°E ca:L'Arboçar de Baix, 08792 AVINYONET DEL PENEDÈS. |           |                     | Modifica les dades a Wikidata |
|        | Sínia del Carbó                       | Avinyonet del Penedès | element arquitectònic |              | 41° 21′ 41″ N, 1° 46′ 16″ E / 41.36145°N,1.77112°E ca:08792 AVINYONET DEL PENEDÈS.                    |           |                     | Modifica les dades a Wikidata |

## entitat singular de població
| imatge | Nom                      | Ubicat a              | instància de                                   | Detalls              | coordenades | Protecció | Commons (més fotos)                | Dades a WD                    |
| ------ | ------------------------ | --------------------- | ---------------------------------------------- | -------------------- | --- | --------- | ---------------------------------- | ----------------------------- |
|        | Avinyó Nou               | Avinyonet del Penedès | entitat singular de població capital municipal | 17th century 615 hab | 41° 21′ 41″ N, 1° 46′ 37″ E / 41.36147778°N,1.77686667°E ca:Les Cabòries. 08792 AVINYONET DEL PENEDÈS. 283 msnm                     |           | Avinyó Nou                         | Modifica les dades a Wikidata |
|        | Can Mitjans              | Avinyonet del Penedès | entitat singular de població                   | 195 hab              | 41° 20′ 40″ N, 1° 48′ 53″ E / 41.3445°N,1.81463333°E 285 msnm                                                                       |           | Can Mitjans                        | Modifica les dades a Wikidata |
|        | Cantallops               | Avinyonet del Penedès | entitat singular de població                   | 247 hab              | 41° 22′ 03″ N, 1° 47′ 56″ E / 41.36756571707461°N,1.7989897727966309°E 276 msnm                                                     |           |                                    | Modifica les dades a Wikidata |
|        | Clariana                 | Avinyonet del Penedès | entitat singular de població                   | 18th century 23 hab  | 41° 21′ 47″ N, 1° 47′ 03″ E / 41.362965°N,1.784166°E ca:08792 AVINYONET DEL PENEDÈS. 282 msnm                                       |           | Clariana (Avinyonet del Penedès)   | Modifica les dades a Wikidata |
|        | Collblanc                | Avinyonet del Penedès | entitat singular de població                   | 46 hab               | 41° 21′ 55″ N, 1° 47′ 27″ E / 41.365364°N,1.790802°E ca:08792 AVINYONET DEL PENEDÈS. 278 msnm                                       |           |                                    | Modifica les dades a Wikidata |
|        | Sant Sebastià dels Gorgs | Avinyonet del Penedès | entitat singular de població                   | 11st century 98 hab  | 41° 22′ 50″ N, 1° 46′ 00″ E / 41.380472222222°N,1.7666388888889°E ca:Sant Sebastià dels Gorgs. 08792 AVINYONET DEL PENEDÈS 212 msnm |           | Sant Sebastià dels Gorgs           | Modifica les dades a Wikidata |
|        | l'Arboçar                | Avinyonet del Penedès | entitat singular de població                   | 195 hab              | 41° 19′ 54″ N, 1° 45′ 43″ E / 41.33170833°N,1.76193056°E 264 msnm                                                                   |           | L'Arboçar                          | Modifica les dades a Wikidata |
|        | la Garrofa               | Avinyonet del Penedès | entitat singular de població                   | 20th century 22 hab  | 41° 23′ 23″ N, 1° 44′ 30″ E / 41.389848206054°N,1.7417932144298°E ca:LA GARROFA. 08792 AVINYONET DEL PENEDÈS. 212 msnm              |           | La Garrofa (Avinyonet del Penedès) | Modifica les dades a Wikidata |
|        | les Gunyoles             | Avinyonet del Penedès | entitat singular de població                   | 304 hab              | 41° 21′ 08″ N, 1° 46′ 48″ E / 41.352194°N,1.780121°E ca:Crtra. BV-2412 322 msnm                                                     |           | Les Gunyoles                       | Modifica les dades a Wikidata |

## església
| imatge | Nom                                     | Ubicat a                         | instància de      | Detalls                                                                | coordenades | Protecció                                            | Commons (més fotos)                               | Dades a WD                    |
| ------ | --------------------------------------- | -------------------------------- | ----------------- | ---------------------------------------------------------------------- | --- | ---------------------------------------------------- | ------------------------------------------------- | ----------------------------- |
|        | Immaculat Cor de Maria                  | Avinyonet del Penedès Avinyó Nou | església          | Estil: historicisme arquitectònic 1947                                 | 41° 21′ 40″ N, 1° 46′ 36″ E / 41.3612029677083°N,1.7768040685495°E ca:Doctor Joaquim Parellada, s/n (crtra.)                                 |                                                      | Església de l'Immaculat Cor de Maria (Avinyó Nou) | Modifica les dades a Wikidata |
|        | Mare de Déu de la Llinda                | Avinyonet del Penedès            | església          | Estil: arquitectura romànica 11st century                              | 41° 23′ 04″ N, 1° 45′ 23″ E / 41.3845°N,1.75649°E ca:Camí de Llinda, des de Sant Sebastià dels Gorgs                                         | bé cultural d'interès local                          | Mare de Déu de la Llinda                          | Modifica les dades a Wikidata |
|        | Sant Pere d'Avinyó                      | Avinyonet del Penedès            | església          | Estil: Renaixement 1627                                                | 41° 22′ 23″ N, 1° 46′ 24″ E / 41.3731°N,1.77337°E ca:Camí que surt de la N-340 cap a Sant Sebastià dels Gorgs, entre Avinyó Nou i Cantallops | bé cultural d'interès local                          | Sant Pere d'Avinyó                                | Modifica les dades a Wikidata |
|        | Sant Salvador de les Gunyoles           | Avinyonet del Penedès            | església          | Estil: neoclassicisme 1776                                             | 41° 21′ 08″ N, 1° 46′ 48″ E / 41.3523°N,1.78003°E ca:Plaça de l'Església                                                                     | bé cultural d'interès local                          | Sant Salvador de les Gunyoles                     | Modifica les dades a Wikidata |
|        | Santa Anna                              | l'Arboçar                        | església          |                                                                        | 41° 19′ 56″ N, 1° 45′ 50″ E / 41.3322695065181°N,1.76400904775969°E                                                                          |                                                      |                                                   | Modifica les dades a Wikidata |
|        | Santa Magdalena                         | Avinyonet del Penedès            | església ermita   | Estat: ruïnós                                                          | 41° 20′ 32″ N, 1° 47′ 14″ E / 41.342108°N,1.787273°E ca:08792 AVINYONET DEL PENEDÈS 263 msnm                                                 |                                                      |                                                   | Modifica les dades a Wikidata |
|        | Santa Margarida d'Avinyonet del Penedès | Avinyonet del Penedès            | església          | Estil: arquitectura popular 1975                                       | 41° 21′ 57″ N, 1° 48′ 04″ E / 41.3657°N,1.80111°E ca:Cantallops                                                                              | bé cultural d'interès local                          | Santa Margarida de Cantallops                     | Modifica les dades a Wikidata |
|        | monestir de Sant Sebastià dels Gorgs    | Avinyonet del Penedès            | església monestir | Estil: arquitectura romànica arquitectura del Renaixement 11st century | 41° 22′ 51″ N, 1° 45′ 57″ E / 41.380727°N,1.765741°E ca:Plaça de l'Església, Sant Sebastià dels Gorgs                                        | bé d'interès cultural bé cultural d'interès nacional | Monestir de Sant Sebastià dels Gorgs              | Modifica les dades a Wikidata |

## font
| imatge | Nom                            | Ubicat a              | instància de | Detalls | coordenades                                                                                               | Protecció | Commons (més fotos)            | Dades a WD                    |
| ------ | ------------------------------ | --------------------- | ------------ | ------- | --- | --------- | ------------------------------ | ----------------------------- |
|        | font Tordera                   | Avinyonet del Penedès | font         |         | 41° 19′ 34″ N, 1° 48′ 24″ E / 41.326235188509°N,1.80674573911687°E                                        |           |                                | Modifica les dades a Wikidata |
|        | font de la Canya               | Avinyonet del Penedès | font         |         | 41° 22′ 13″ N, 1° 46′ 33″ E / 41.3702°N,1.77593°E ca:Sant Pere d'Avinyó 08792 AVINYONET DEL PENEDÈS.      |           |                                | Modifica les dades a Wikidata |
|        | font de la Plaça de L'església | Avinyonet del Penedès | font         |         | 41° 21′ 08″ N, 1° 46′ 48″ E / 41.35226°N,1.77996°E ca:Les Gunyoles 08792 AVINYONET DEL PENEDÈS.           |           |                                | Modifica les dades a Wikidata |
|        | font de la plaça Sant Salvador | les Gunyoles          | font         | 1945    | 41° 21′ 08″ N, 1° 46′ 49″ E / 41.352129°N,1.7804°E ca:Les Gunyoles. 08792 AVINYONET DEL PENEDÈS. 323 msnm |           | Font de la plaça Sant Salvador | Modifica les dades a Wikidata |
|        | font del Vadó                  | Avinyonet del Penedès | font         |         | 41° 20′ 00″ N, 1° 46′ 57″ E / 41.33322°N,1.78253°E ca:L'Arboçar. 08792 AVINYONET DEL PENEDÈS.             |           |                                | Modifica les dades a Wikidata |

## forn de calç
| imatge | Nom                       | Ubicat a              | instància de | Detalls                                  | coordenades                                                                        | Protecció                                  | Commons (més fotos) | Dades a WD                    |
| ------ | ------------------------- | --------------------- | ------------ | ---------------------------------------- | ---------------------------------------------------------------------------------- | ------------------------------------------ | ------------------- | ----------------------------- |
|        | Forn de Cal Ferret        | Avinyonet del Penedès | forn de calç | Estil: arquitectura popular              | 41° 20′ 50″ N, 1° 46′ 21″ E / 41.34722°N,1.77254°E ca:08792 AVINYONET DEL PENEDÈS. | bé integrant del patrimoni cultural català |                     | Modifica les dades a Wikidata |
|        | Forn de Santa Susanna     | Avinyonet del Penedès | forn de calç | Estil: arquitectura popular 20th century | 41° 20′ 13″ N, 1° 48′ 40″ E / 41.33696°N,1.81101°E ca:08792 AVINYONET DEL PENEDÈS. | bé integrant del patrimoni cultural català |                     | Modifica les dades a Wikidata |
|        | Forn de l'Arboçar de Dalt | Avinyonet del Penedès | forn de calç | Estil: arquitectura popular 1958         | 41° 20′ 02″ N, 1° 46′ 06″ E / 41.33401°N,1.76824°E ca:08792 AVINYONET DEL PENEDÈS. | bé integrant del patrimoni cultural català |                     | Modifica les dades a Wikidata |

## indret
| imatge | Nom                | Ubicat a              | instància de | Detalls | coordenades                                                                                       | Protecció | Commons (més fotos) | Dades a WD                    |
| ------ | ------------------ | --------------------- | ------------ | ------- | ------------------------------------------------------------------------------------------------- | --------- | ------------------- | ----------------------------- |
|        | Els Cupons         | Avinyonet del Penedès | indret       |         | 41° 20′ 00″ N, 1° 48′ 51″ E / 41.33324°N,1.8143°E ca:08792 AVINYONET DEL PENEDÈS.                 |           |                     | Modifica les dades a Wikidata |
|        | Les Esplugues      | Avinyonet del Penedès | indret       |         | 41° 21′ 01″ N, 1° 47′ 00″ E / 41.35036°N,1.78338°E ca:Les Gunyoles - 08792 AVINYONET DEL PENEDÈS. |           |                     | Modifica les dades a Wikidata |
|        | Planes d'avinyonet | Avinyonet del Penedès | indret plana |         | 41° 22′ 49″ N, 1° 45′ 02″ E / 41.38015°N,1.7505°E ca:08792 AVINYONET DEL PENEDÈS.                 |           |                     | Modifica les dades a Wikidata |
|        | Santa Susanna      | Avinyonet del Penedès | indret       |         | 41° 20′ 01″ N, 1° 48′ 55″ E / 41.33356°N,1.8154°E ca:Santa Susanna 08792 AVINYONET DEL PENEDÈS.   |           |                     | Modifica les dades a Wikidata |

## jaciment arqueològic
| imatge | Nom                               | Ubicat a              | instància de         | Detalls | coordenades                                          | Protecció                                                   | Commons (més fotos) | Dades a WD                    |
| ------ | --------------------------------- | --------------------- | -------------------- | ------- | ---------------------------------------------------- | ----------------------------------------------------------- | ------------------- | ----------------------------- |
|        | Font de la Canya                  | Avinyonet del Penedès | jaciment arqueològic |         | 41° 22′ 15″ N, 1° 46′ 28″ E / 41.370813°N,1.774498°E | espai de protecció arqueològica bé cultural d'interès local | Font de la Canya    | Modifica les dades a Wikidata |
|        | jaciment arqueològic del Bosc Xic | Avinyonet del Penedès | jaciment arqueològic |         | 41° 23′ 10″ N, 1° 45′ 12″ E / 41.386178°N,1.753349°E | espai de protecció arqueològica                             |                     | Modifica les dades a Wikidata |

## masia
| imatge | Nom                                                               | Ubicat a                         | instància de     | Detalls                                              | coordenades | Protecció                                            | Commons (més fotos)                        | Dades a WD                    |
| ------ | ----------------------------------------------------------------- | -------------------------------- | ---------------- | ---------------------------------------------------- | --- | ---------------------------------------------------- | ------------------------------------------ | ----------------------------- |
|        | Ca l'Amat                                                         | Avinyonet del Penedès            | masia            | Estil: arquitectura popular 1860                     | 41° 22′ 47″ N, 1° 45′ 51″ E / 41.3798°N,1.76404°E ca:Sant Sebastià dels Gorgs 08792 AVINYONET DEL PENEDÈS.                                                                                           | bé cultural d'interès local                          | Ca l'Amat (Avinyonet del Penedès)          | Modifica les dades a Wikidata |
|        | Ca l'Anton de la Paula                                            | Avinyonet del Penedès            | masia            | Estil: arquitectura popular 17th century             | 41° 21′ 05″ N, 1° 46′ 57″ E / 41.3513°N,1.78247°E ca:C. d'Esplugues, 1, les Gunyoles 336 msnm | bé cultural d'interès local                          | Ca l'Anton de la Paula                     | Modifica les dades a Wikidata |
|        | Ca l'Eixut                                                        | Avinyonet del Penedès            | masia            |                                                      | 41° 20′ 51″ N, 1° 47′ 48″ E / 41.347494891548°N,1.79656806580358°E |                                                      |                                            | Modifica les dades a Wikidata |
|        | Cal Batlle                                                        | Avinyonet del Penedès            | masia            |                                                      | 41° 22′ 06″ N, 1° 46′ 22″ E / 41.3684660371368°N,1.77286573715394°E |                                                      |                                            | Modifica les dades a Wikidata |
|        | Cal Castellet/La Castelleta                                       | Avinyonet del Penedès            | masia            | Estat: malmès                                        | 41° 22′ 57″ N, 1° 44′ 26″ E / 41.38247°N,1.7405°E ca:08792 AVINYONET DEL PENEDÈS. 228 msnm |                                                      | Cal Castellet/La Castelleta                | Modifica les dades a Wikidata |
|        | Cal Cremat                                                        | Avinyonet del Penedès            | masia            | 1841                                                 | 41° 22′ 45″ N, 1° 44′ 20″ E / 41.3790325060619°N,1.73878782764983°E ca:08792 AVINYONET DEL PENEDÈS.                                                                                                  |                                                      |                                            | Modifica les dades a Wikidata |
|        | Cal Ferret                                                        | Avinyonet del Penedès            | masia            | 1756                                                 | 41° 20′ 51″ N, 1° 46′ 22″ E / 41.3474606275332°N,1.77285387326989°E ca:08792 AVINYONET DEL PENEDÈS.                                                                                                  |                                                      |                                            | Modifica les dades a Wikidata |
|        | Cal Fontanals                                                     | Avinyonet del Penedès            | masia            | Estil: arquitectura popular 1597                     | 41° 22′ 17″ N, 1° 46′ 04″ E / 41.3714°N,1.76768°E ca:08792 AVINYONET DEL PENEDÈS. | bé cultural d'interès local                          | Cal Fontanals                              | Modifica les dades a Wikidata |
|        | Cal Fuster                                                        | Avinyonet del Penedès            | masia            |                                                      | 41° 21′ 54″ N, 1° 47′ 23″ E / 41.3650419298991°N,1.78975252735401°E |                                                      |                                            | Modifica les dades a Wikidata |
|        | Cal Maçana                                                        | Avinyonet del Penedès            | masia            |                                                      | 41° 21′ 06″ N, 1° 46′ 40″ E / 41.3516579055839°N,1.77791517780296°E |                                                      |                                            | Modifica les dades a Wikidata |
|        | Cal Padrona                                                       | Avinyonet del Penedès            | masia            |                                                      | 41° 22′ 20″ N, 1° 46′ 35″ E / 41.3721885362248°N,1.77647870249676°E |                                                      |                                            | Modifica les dades a Wikidata |
|        | Cal Pi                                                            | Avinyonet del Penedès            | masia            |                                                      | 41° 21′ 26″ N, 1° 46′ 35″ E / 41.3571916554734°N,1.77652053876625°E |                                                      |                                            | Modifica les dades a Wikidata |
|        | Cal Roig                                                          | Avinyonet del Penedès            | masia            | Estil: arquitectura popular 1794                     | 41° 19′ 47″ N, 1° 45′ 41″ E / 41.3297°N,1.76126°E ca:L'Arboçar de Baix 08792 AVINYONET DEL PENEDÈS.                                                                                                  | bé cultural d'interès local                          | Cal Roig (Avinyonet del Penedès)           | Modifica les dades a Wikidata |
|        | Cal Sapera                                                        | Avinyonet del Penedès            | masia            |                                                      | 41° 21′ 48″ N, 1° 47′ 04″ E / 41.3633286939913°N,1.78445192510873°E |                                                      |                                            | Modifica les dades a Wikidata |
|        | Cal Susanna                                                       | Avinyonet del Penedès            | masia            |                                                      | 41° 21′ 44″ N, 1° 47′ 02″ E / 41.3621968004122°N,1.78388716022381°E |                                                      |                                            | Modifica les dades a Wikidata |
|        | Cal Vendrell                                                      | les Gunyoles                     | masia            | Estil: arquitectura popular 1727                     | 41° 21′ 09″ N, 1° 46′ 13″ E / 41.3524°N,1.77025°E ca:A 1,1 km del nucli de les Gunyoles | bé cultural d'interès local                          | Cal Vendrell (Avinyonet del Penedès)       | Modifica les dades a Wikidata |
|        | Can Gustems                                                       | Avinyonet del Penedès            | masia            |                                                      | 41° 22′ 48″ N, 1° 44′ 29″ E / 41.3800709675006°N,1.7414944099763°E |                                                      |                                            | Modifica les dades a Wikidata |
|        | Can Merlines                                                      | Avinyonet del Penedès            | masia            |                                                      | 41° 21′ 44″ N, 1° 46′ 20″ E / 41.3621799562578°N,1.7721230388656°E ca:08792 AVINYONET DEL PENEDÈS. 284 msnm                                                                                          |                                                      | Can Merlines                               | Modifica les dades a Wikidata |
|        | Can Moles                                                         | Avinyonet del Penedès            | masia            |                                                      | 41° 19′ 31″ N, 1° 45′ 55″ E / 41.3253823557603°N,1.76517878318433°E |                                                      |                                            | Modifica les dades a Wikidata |
|        | Can Nicolau                                                       | Avinyonet del Penedès            | masia            | 19th century                                         | 41° 20′ 28″ N, 1° 48′ 40″ E / 41.3411701926702°N,1.81115826896098°E ca:08792 AVINYONET DEL PENEDÈS.                                                                                                  |                                                      |                                            | Modifica les dades a Wikidata |
|        | Can Pujol                                                         | Avinyonet del Penedès            | masia            | Estil: arquitectura popular                          | 41° 22′ 02″ N, 1° 47′ 57″ E / 41.3671°N,1.79929°E ca:Sant Sebastià dels Gorgs, 08792 AVINYONET DEL PENEDÈS.                                                                                          | bé cultural d'interès local                          | Can Pujol (Avinyonet del Penedès)          | Modifica les dades a Wikidata |
|        | Can Rialb                                                         | Avinyonet del Penedès            | masia            |                                                      | 41° 21′ 08″ N, 1° 46′ 45″ E / 41.3523°N,1.77907°E 41° 21′ 08″ N, 1° 46′ 45″ E / 41.35223007202149°N,1.7791249752044678°E ca:Les Gunyoles 08792 AVINYONET DEL PENEDÈS. ca:Les Gunyoles - Torre Romana | bé cultural d'interès local                          | Can Rialb                                  | Modifica les dades a Wikidata |
|        | Can Ràfols dels Caus                                              | Avinyonet del Penedès            | masia            | Estil: arquitectura popular 18th century             | 41° 21′ 30″ N, 1° 48′ 03″ E / 41.3584°N,1.80093°E ca:Crtra. BV-2411, km 25,3, a 400 m | bé d'interès cultural bé cultural d'interès nacional | Can Ràfols dels Caus                       | Modifica les dades a Wikidata |
|        | Can Tallat                                                        | Avinyonet del Penedès            | masia            |                                                      | 41° 21′ 06″ N, 1° 46′ 12″ E / 41.3517990045544°N,1.77002301490338°E |                                                      |                                            | Modifica les dades a Wikidata |
|        | Casa Gran de Clariana/Can Solé de Clariana/Casa Forta de Clariana | Avinyonet del Penedès            | masia            |                                                      | 41° 21′ 49″ N, 1° 47′ 03″ E / 41.3635°N,1.78426°E ca:Clariana. 08792 AVINYONET DEL PENEDÈS. |                                                      |                                            | Modifica les dades a Wikidata |
|        | Casa Vermella                                                     | Avinyonet del Penedès            | masia            |                                                      | 41° 23′ 08″ N, 1° 44′ 02″ E / 41.3855547404278°N,1.73394955010437°E ca:08792 AVINYONET DEL PENEDÈS. 222 msnm                                                                                         |                                                      | Casa Vermella (Avinyonet del Penedès)      | Modifica les dades a Wikidata |
|        | Casanova del Marcel                                               | Avinyonet del Penedès            | masia            |                                                      | 41° 22′ 45″ N, 1° 44′ 25″ E / 41.3791222314557°N,1.74040053307865°E |                                                      |                                            | Modifica les dades a Wikidata |
|        | Caseria de Santa Susanna                                          | Avinyonet del Penedès            | masia casa forta | Estil: arquitectura popular 1152                     | 41° 19′ 53″ N, 1° 48′ 48″ E / 41.3315°N,1.81344°E ca:Santa Susanna, 08792 AVINYONET DEL PENEDÈS. | bé d'interès cultural bé cultural d'interès nacional | Caseria de Santa Susanna                   | Modifica les dades a Wikidata |
|        | Casilla del Pou                                                   | Avinyonet del Penedès            | masia            |                                                      | 41° 21′ 55″ N, 1° 47′ 25″ E / 41.365281105091°N,1.79022634703533°E |                                                      |                                            | Modifica les dades a Wikidata |
|        | Llinda                                                            | Avinyonet del Penedès            | masia            |                                                      | 41° 23′ 04″ N, 1° 45′ 24″ E / 41.3845331088878°N,1.75672887571947°E ca:Camí de Llinda, des de Sant Sebastià dels Gorgs                                                                               |                                                      |                                            | Modifica les dades a Wikidata |
|        | Mas Bertran                                                       | Avinyonet del Penedès            | masia            | 1906                                                 | 41° 22′ 54″ N, 1° 44′ 39″ E / 41.3816217646661°N,1.74410750583284°E ca:08792 AVINYONET DEL PENEDÈS.                                                                                                  |                                                      |                                            | Modifica les dades a Wikidata |
|        | Mas Cavaller de Dalt                                              | Avinyonet del Penedès            | masia            |                                                      | 41° 22′ 05″ N, 1° 47′ 09″ E / 41.3681702295995°N,1.78573683926322°E |                                                      |                                            | Modifica les dades a Wikidata |
|        | Mas Cavallé de Baix                                               | Avinyonet del Penedès            | masia            | Estil: arquitectura popular gòtic tardà 16th century | 41° 22′ 06″ N, 1° 46′ 58″ E / 41.3683°N,1.78266°E ca:Ctra. N-340, km 336, a 1.500 m, Clariana 243 msnm                                                                                               | bé cultural d'interès local                          | Mas Cavallé de Baix                        | Modifica les dades a Wikidata |
|        | Mas Condal                                                        | Avinyonet del Penedès            | masia            | Estil: arquitectura popular 1635                     | 41° 22′ 07″ N, 1° 45′ 13″ E / 41.3687°N,1.75349°E ca:08792 AVINYONET DEL PENEDÈS. | bé cultural d'interès local                          | Mas Condal                                 | Modifica les dades a Wikidata |
|        | Mas Messeguer Vell                                                | Avinyonet del Penedès la Granada | masia            |                                                      | 41° 23′ 27″ N, 1° 44′ 47″ E / 41.3907428485342°N,1.74627630005907°E |                                                      |                                            | Modifica les dades a Wikidata |
|        | Mas Sunyer                                                        | Avinyonet del Penedès            | masia            |                                                      | 41° 20′ 17″ N, 1° 46′ 52″ E / 41.33802822462°N,1.7810349650563°E ca:08792 AVINYONET DEL PENEDÈS. |                                                      |                                            | Modifica les dades a Wikidata |
|        | Mas Vendrell                                                      | Avinyonet del Penedès            | masia            |                                                      | 41° 19′ 22″ N, 1° 48′ 51″ E / 41.3228901622829°N,1.81427461745454°E ca:08792 AVINYONET DEL PENEDÈS.                                                                                                  |                                                      |                                            | Modifica les dades a Wikidata |
|        | Mas de la Creu                                                    | Avinyonet del Penedès            | masia            |                                                      | 41° 23′ 37″ N, 1° 44′ 37″ E / 41.3934886132871°N,1.74366378677079°E 193 msnm |                                                      | Mas de la Creu (Avinyonet del Penedès)     | Modifica les dades a Wikidata |
|        | Maset d'en Ferret                                                 | Avinyonet del Penedès            | masia            | 18th century                                         | 41° 20′ 17″ N, 1° 48′ 05″ E / 41.338043244777°N,1.80147480892569°E ca:08792 AVINYONET DEL PENEDÈS.                                                                                                   |                                                      |                                            | Modifica les dades a Wikidata |
|        | Maset de Baix                                                     | Avinyonet del Penedès            | masia            | 18th century                                         | 41° 20′ 18″ N, 1° 48′ 10″ E / 41.3384067825972°N,1.80265133105683°E ca:08792 AVINYONET DEL PENEDÈS.                                                                                                  |                                                      |                                            | Modifica les dades a Wikidata |
|        | Maset del Ràfols                                                  | Avinyonet del Penedès            | masia            |                                                      | 41° 20′ 39″ N, 1° 47′ 50″ E / 41.3442852270548°N,1.79714112602421°E |                                                      |                                            | Modifica les dades a Wikidata |
|        | Maset del Vendrell                                                | Avinyonet del Penedès            | masia            |                                                      | 41° 20′ 46″ N, 1° 46′ 50″ E / 41.3460731280465°N,1.78044603637913°E ca:08792 AVINYONET DEL PENEDÈS.                                                                                                  |                                                      |                                            | Modifica les dades a Wikidata |
|        | Montargull                                                        | Avinyonet del Penedès            | masia            | Estil: arquitectura popular 1766                     | 41° 22′ 45″ N, 1° 45′ 11″ E / 41.3792°N,1.75299°E ca:Sant Sebastià dels Gorgs.08792 AVINYONET DEL PENEDÈS.                                                                                           | bé cultural d'interès local                          | Montargull (Avinyonet del Penedès)         | Modifica les dades a Wikidata |
|        | Santa Magdalena                                                   | Avinyonet del Penedès            | masia            |                                                      | 41° 20′ 39″ N, 1° 47′ 11″ E / 41.3442981320505°N,1.78635976828263°E ca:08792 AVINYONET DEL PENEDÈS.                                                                                                  |                                                      |                                            | Modifica les dades a Wikidata |
|        | els Pelagons de Baix                                              | Avinyonet del Penedès            | masia            |                                                      | 41° 19′ 25″ N, 1° 47′ 27″ E / 41.323720089088°N,1.790860548879°E ca:Els Pelagons de Baix, 08792 AVINYONET DEL PENEDÈS.                                                                               |                                                      |                                            | Modifica les dades a Wikidata |
|        | l'Alzina                                                          | Avinyonet del Penedès            | masia            |                                                      | 41° 20′ 28″ N, 1° 48′ 43″ E / 41.3412223793902°N,1.81185053053214°E |                                                      |                                            | Modifica les dades a Wikidata |
|        | la Casa Nova de la Caseta                                         | Avinyonet del Penedès            | masia            |                                                      | 41° 22′ 49″ N, 1° 45′ 48″ E / 41.38033587584°N,1.76343413718175°E |                                                      |                                            | Modifica les dades a Wikidata |
|        | la Caseta                                                         | Avinyonet del Penedès            | masia            | Estil: arquitectura popular                          | 41° 22′ 41″ N, 1° 46′ 06″ E / 41.3781°N,1.76825°E ca:Sant Sebastià dels Gorgs 08792 AVINYONET DEL PENEDÈS.                                                                                           | bé cultural d'interès local                          | La Caseta (Avinyonet del Penedès)          | Modifica les dades a Wikidata |
|        | la Grava                                                          | Avinyonet del Penedès            | masia            | 20th century                                         | 41° 21′ 36″ N, 1° 47′ 05″ E / 41.3599345776193°N,1.78461073306077°E ca:08792 AVINYONET DEL PENEDÈS.                                                                                                  |                                                      |                                            | Modifica les dades a Wikidata |
|        | les Cases Blanques                                                | Avinyonet del Penedès            | masia            | Estil: arquitectura popular 18th century             | 41° 20′ 13″ N, 1° 46′ 30″ E / 41.337°N,1.77488°E ca:Arboçar de Dalt 08792 AVINYONET DEL PENEDÈS. | bé cultural d'interès local                          | Les Cases Blanques (Avinyonet del Penedès) | Modifica les dades a Wikidata |

## muntanya
| imatge | Nom                  | Ubicat a                                                  | instància de | Detalls | coordenades                                                                                            | Protecció | Commons (més fotos)               | Dades a WD                    |
| ------ | -------------------- | --------------------------------------------------------- | ------------ | ------- | --- | --------- | --------------------------------- | ----------------------------- |
|        | Alt del Coscó        | Avinyonet del Penedès Olesa de Bonesvalls                 | muntanya     |         | 41° 19′ 39″ N, 1° 49′ 29″ E / 41.32755556°N,1.82472222°E 357.2 msnm                                    |           | Alt del Coscó                     | Modifica les dades a Wikidata |
|        | Puig Crespinell      | Avinyonet del Penedès Olesa de Bonesvalls                 | muntanya     |         | 41° 19′ 21″ N, 1° 50′ 10″ E / 41.32241667°N,1.83619444°E 409.7 msnm                                    |           |                                   | Modifica les dades a Wikidata |
|        | Puig Rodó            | Avinyonet del Penedès                                     | muntanya     |         | 41° 21′ 45″ N, 1° 48′ 15″ E / 41.36252778°N,1.80427778°E 329.1 msnm                                    |           | Puig Rodó (Avinyonet del Penedès) | Modifica les dades a Wikidata |
|        | Puig de la Mireta    | Avinyonet del Penedès                                     | muntanya     |         | 41° 21′ 18″ N, 1° 47′ 06″ E / 41.3551°N,1.78497°E 362.4 msnm                                           |           | Puig de la Mireta                 | Modifica les dades a Wikidata |
|        | Puig de la Mola      | Begues Olivella Avinyonet del Penedès Olesa de Bonesvalls | muntanya     |         | 41° 19′ 10″ N, 1° 50′ 52″ E / 41.3193219621°N,1.84785320744°E ca:08792 AVINYONET DEL PENEDÈS. 534 msnm |           | Puig de la Mola                   | Modifica les dades a Wikidata |
|        | Turó de les Llebres  | Avinyonet del Penedès                                     | muntanya     |         | 41° 20′ 31″ N, 1° 46′ 28″ E / 41.34197222°N,1.77452778°E 352.2 msnm                                    |           | Turó de les Llebres               | Modifica les dades a Wikidata |
|        | el Pujol             | Avinyonet del Penedès                                     | muntanya     |         | 41° 20′ 56″ N, 1° 47′ 21″ E / 41.3489°N,1.78925°E 309.4 msnm                                           |           | El Pujol (Avinyonet del Penedès)  | Modifica les dades a Wikidata |
|        | la Llaureda          | Avinyonet del Penedès Olivella                            | muntanya     |         | 41° 19′ 16″ N, 1° 49′ 44″ E / 41.3212°N,1.829°E 353.8 msnm                                             |           |                                   | Modifica les dades a Wikidata |
|        | la Serra             | Avinyonet del Penedès                                     | muntanya     |         | 41° 22′ 17″ N, 1° 44′ 56″ E / 41.3715°N,1.74889°E 278.9 msnm                                           |           |                                   | Modifica les dades a Wikidata |
|        | serra de les Conques | Olivella Olesa de Bonesvalls Begues Avinyonet del Penedès | muntanya     |         | 41° 18′ 46″ N, 1° 50′ 53″ E / 41.312777777778°N,1.8480555555556°E                                      |           |                                   | Modifica les dades a Wikidata |

## polígon industrial
| imatge | Nom                                    | Ubicat a              | instància de       | Detalls | coordenades                                                         | Protecció | Commons (més fotos) | Dades a WD                    |
| ------ | -------------------------------------- | --------------------- | ------------------ | ------- | ------------------------------------------------------------------- | --------- | ------------------- | ----------------------------- |
|        | Can Capellades                         | Avinyonet del Penedès | polígon industrial |         | 41° 21′ 40″ N, 1° 46′ 14″ E / 41.3611364700539°N,1.77056452560207°E |           |                     | Modifica les dades a Wikidata |
|        | Polígon industrial Can Merlines        | Avinyonet del Penedès | polígon industrial |         | 41° 21′ 40″ N, 1° 45′ 58″ E / 41.3612251122171°N,1.76622299378819°E |           |                     | Modifica les dades a Wikidata |
|        | Polígon industrial Fondos de l'Estació | Avinyonet del Penedès | polígon industrial |         | 41° 22′ 26″ N, 1° 43′ 51″ E / 41.3738545004904°N,1.7307087012682°E  |           |                     | Modifica les dades a Wikidata |
|        | Polígon industrial La Carrerada 1      | Avinyonet del Penedès | polígon industrial |         | 41° 21′ 47″ N, 1° 46′ 03″ E / 41.3630212837563°N,1.76740856235406°E |           |                     | Modifica les dades a Wikidata |

## pont
| imatge | Nom                 | Ubicat a              | instància de | Detalls                     | coordenades                                                         | Protecció                                  | Commons (més fotos) | Dades a WD                    |
| ------ | ------------------- | --------------------- | ------------ | --------------------------- | ------------------------------------------------------------------- | ------------------------------------------ | ------------------- | ----------------------------- |
|        | Pont de la Casanova | Avinyonet del Penedès | pont         | Hi passa: N-340             | 41° 21′ 50″ N, 1° 47′ 15″ E / 41.3639203377181°N,1.78759731052645°E |                                            |                     | Modifica les dades a Wikidata |
|        | Pont de la Teulera  | Avinyonet del Penedès | pont         | Estil: arquitectura popular |                                                                     | bé integrant del patrimoni cultural català |                     | Modifica les dades a Wikidata |

## serra
| imatge | Nom                   | Ubicat a                                               | instància de | Detalls | coordenades                                                         | Protecció | Commons (més fotos)              | Dades a WD                    |
| ------ | --------------------- | ------------------------------------------------------ | ------------ | ------- | ------------------------------------------------------------------- | --------- | -------------------------------- | ----------------------------- |
|        | la Calma              | Avinyonet del Penedès                                  | serra        |         | 41° 21′ 06″ N, 1° 47′ 52″ E / 41.35172222°N,1.79775°E 290.8 msnm    |           | La Calma (Avinyonet del Penedès) | Modifica les dades a Wikidata |
|        | serra de la Llampa    | Avinyonet del Penedès Olivella                         | serra        |         | 41° 19′ 51″ N, 1° 46′ 50″ E / 41.330725°N,1.78068889°E 322.6 msnm   |           |                                  | Modifica les dades a Wikidata |
|        | serra de les Gunyoles | Avinyonet del Penedès Olèrdola Sant Cugat Sesgarrigues | serra        |         | 41° 20′ 36″ N, 1° 46′ 17″ E / 41.343236°N,1.771394°E                |           | Serra de les Gunyoles            | Modifica les dades a Wikidata |
|        | serra de les Piques   | Avinyonet del Penedès Olesa de Bonesvalls Olivella     | serra        |         | 41° 18′ 54″ N, 1° 50′ 26″ E / 41.31494444°N,1.84061111°E 418.7 msnm |           |                                  | Modifica les dades a Wikidata |

## torre de defensa
| imatge | Nom                        | Ubicat a              | instància de     | Detalls                                   | coordenades                                                                                              | Protecció                                            | Commons (més fotos)        | Dades a WD                    |
| ------ | -------------------------- | --------------------- | ---------------- | ----------------------------------------- | --- | ---------------------------------------------------- | -------------------------- | ----------------------------- |
|        | Torre de l'Arboçar de Baix | Avinyonet del Penedès | torre de defensa | Estil: arquitectura romànica 11st century | 41° 19′ 48″ N, 1° 45′ 41″ E / 41.33°N,1.76139°E ca:Arboçar de Baix 08792 AVINYONET DEL PENEDÈS. 265 msnm | bé d'interès cultural bé cultural d'interès nacional | Torre de l'Arboçar de Baix | Modifica les dades a Wikidata |
|        | Torre de les Gunyoles      | Avinyonet del Penedès | torre de defensa | Estil: arquitectura romana                | 41° 21′ 09″ N, 1° 46′ 45″ E / 41.3524°N,1.77928°E ca:Les Gunyoles - Torre Romana                         | bé d'interès cultural bé cultural d'interès nacional | Torre de les Gunyoles      | Modifica les dades a Wikidata |

## Misc
| imatge | Nom                                     | Ubicat a | instància de                                               | Detalls                                   | coordenades | Protecció                                            | Commons (més fotos)                      | Dades a WD                    |
| ------ | --------------------------------------- | --- | ---------------------------------------------------------- | ----------------------------------------- | --- | ---------------------------------------------------- | ---------------------------------------- | ----------------------------- |
|        | Cal Candi (Les Gunyoles)                | Avinyonet del Penedès | edifici religiós                                           |                                           | 41° 21′ 08″ N, 1° 46′ 48″ E / 41.35209655761719°N,1.7800500392913818°E ca:Les Gunyoles - Sant Salvador, 2                                                                                         |                                                      |                                          | Modifica les dades a Wikidata |
|        | Calvari i Viacrucis de les Gunyoles     | Avinyonet del Penedès | mobiliari urbà                                             | 1939                                      | 41° 21′ 01″ N, 1° 46′ 59″ E / 41.35026°N,1.78318°E ca:Les Gunyoles 08792 AVINYONET DEL PENEDÈS.                                                                                                   |                                                      |                                          | Modifica les dades a Wikidata |
|        | Cantallops                              | Subirats Avinyonet del Penedès                                                                                              | assentament humà poble                                     |                                           | 41° 22′ 04″ N, 1° 48′ 00″ E / 41.36766111°N,1.80003889°E ca:08792 AVINYONET DEL PENEDÈS. |                                                      | Cantallops (Alt Penedès)                 | Modifica les dades a Wikidata |
|        | Casa de la Vila d'Avinyonet del Penedès | Avinyonet del Penedès | casa consistorial                                          | Estil: arquitectura eclèctica 1909        | 41° 21′ 39″ N, 1° 46′ 46″ E / 41.3609°N,1.77933°E ca:Avinyó Nou - Pere Ràfols / Plaça de la Vila                                                                                                  | bé cultural d'interès local                          | Casa de la Vila d'Avinyonet del Penedès  | Modifica les dades a Wikidata |
|        | Castell d'Avinyó                        | Avinyonet del Penedès | castell                                                    |                                           | 41° 22′ 23″ N, 1° 46′ 24″ E / 41.3731°N,1.77344°E | bé d'interès cultural bé cultural d'interès nacional | Castell d'Avinyó (Avinyonet del Penedès) | Modifica les dades a Wikidata |
|        | Colomar de l'Arboçar de Baix            | Avinyonet del Penedès | colomar                                                    | Estil: arquitectura popular               | 41° 19′ 39″ N, 1° 45′ 32″ E / 41.3276°N,1.75899°E | bé cultural d'interès local                          | Colomar de l'Arboçar de Baix             | Modifica les dades a Wikidata |
|        | Falles normals de l'Arboçar del Penedès | Avinyonet del Penedès |                                                            |                                           | 41° 19′ 45″ N, 1° 45′ 46″ E / 41.32911°N,1.76274°E ca:L'Arboçar del Penedès 08792 AVINYONET DEL PENEDÈS.                                                                                          |                                                      |                                          | Modifica les dades a Wikidata |
|        | Forn dels Pelagons                      | Avinyonet del Penedès | teuleria                                                   | Estil: arquitectura popular               | 41° 19′ 42″ N, 1° 47′ 24″ E / 41.32835°N,1.79011°E ca:08792 AVINYONET DEL PENEDÈS. | bé integrant del patrimoni cultural català           |                                          | Modifica les dades a Wikidata |
|        | La Serra                                | Avinyonet del Penedès | vèrtex geodèsic                                            | Alt: 1.2m                                 | 41° 22′ 18″ N, 1° 44′ 55″ E / 41.371803°N,1.748725°E 279.136 msnm |                                                      |                                          | Modifica les dades a Wikidata |
|        | Nucli de l'Arboçar de Dalt              | Avinyonet del Penedès | conjunt urbà conjunt d'edificis                            | 11st century                              | 41° 19′ 59″ N, 1° 45′ 54″ E / 41.33302688598633°N,1.7651339769363403°E 41° 19′ 58″ N, 1° 45′ 53″ E / 41.33289°N,1.76459°E ca:L'Arboçar de Dalt ca:L'Arboçar de Dalt. 08792 AVINYONET DEL PENEDÈS. |                                                      |                                          | Modifica les dades a Wikidata |
|        | Parc de Garraf                          | Avinyonet del Penedès Begues Castelldefels Gavà Olesa de Bonesvalls Olivella Sant Pere de Ribes Sitges Vilanova i la Geltrú | parc natural àrea protegida Pla d'Espais d'Interès Natural | 1988 1992 Superfície: 12377 14820.37671ha | 41° 17′ 29″ N, 1° 52′ 30″ E / 41.2914°N,1.87502°E |                                                      | Parc del Garraf                          | Modifica les dades a Wikidata |
|        | Rectoria de les Gunyoles                | Avinyonet del Penedès | rectoria                                                   | Estil: arquitectura popular 1934          | 41° 21′ 09″ N, 1° 46′ 47″ E / 41.3524°N,1.77976°E ca:Les Gunyoles 08792 AVINYONET DEL PENEDÈS. | bé cultural d'interès local                          | Rectoria de les Gunyoles                 | Modifica les dades a Wikidata |
|        | cementiri de les Gunyoles               | Avinyonet del Penedès | cementiri                                                  |                                           | 41° 21′ 16″ N, 1° 47′ 03″ E / 41.3545064858186°N,1.78407814152804°E |                                                      | Cementiri de les Gunyoles                | Modifica les dades a Wikidata |
|        | els Masos                               | Avinyonet del Penedès | jaciment paleontològic                                     |                                           | 41° 21′ 02″ N, 1° 46′ 25″ E / 41.35045°N,1.77362°E ca:08792 AVINYONET DEL PENEDÈS. |                                                      |                                          | Modifica les dades a Wikidata |
|        | torrent de Santa Susanna                | Avinyonet del Penedès | zona humida                                                |                                           | 41° 19′ 50″ N, 1° 48′ 54″ E / 41.330591°N,1.814935°E ca:Santa Susanna 08792 AVINYONET DEL PENEDÈS.                                                                                                |                                                      | Torrent de Santa Susanna                 | Modifica les dades a Wikidata |